# Szöllősy Szabó Lajos
Szöllősy Szabó Lajos, kis kászoni Szabó János (Kézdiszentlélek, 1803. február 11. – Budapest, 1882. május 12.) táncos, koreográfus, táncmester.

## Életútja
Székely családból származott. Színész lett 1821-ben. 1827-től 1832-ig Kassán, 1833-tól Budán a Várszínházban működött, ahol táncbetétekben, felvonásközökben, táncjátékokban lépett színpadra, saját maga szerkesztette táncait. 1834 és 1836 között a színházi tánciskola táncmestere volt. 1834 februárjában mutatta be a színház A haramiabanda (zeneszerző: Heinisch József) c. balettjét, ezzel Szöllősy Szabó Lajos a magyar nemzeti táncjátékot próbálta megteremteni. 1837-től Pesten működött, a Pesti Magyar Színház tagja volt. A Nemzetinél balett-táncos volt, de amikor a balettmesteri állást kreálták, vidékre szerződött. 1841-ben készítette el Körmagyar c. táncát a külföldi társastáncok helyettesítésének szándékával, ezt magyar quadrille-nek is hívta. 1844-ben Erdélyben tanított, egyidejűleg a székely táncok tanulmányozásával is foglalkozott. 1847-ben szerepelt a Nemzeti Színházban, itt népszínművek betéttáncait is koreografálta. Harcolt a szabadságharcban, az 1850-es évektől pedig visszatért a tanításhoz. 1861-ben készítette a Vasmegyei csárdás c. művét a Budai Népszínházban, ez két lányának, Rózának és Piroskának köszönhetően lett országos siker. Az 1870-es évek elején Miskolcon oktatott. Szegényházban hunyt el tüdővészben. Életét a magyar nemzeti tánc elismertetésének és népszerűsítésének szentelte.
Két leánya: Szöllősy Szabó Róza (Niczky Kálmánné), Szöllősy Piroska (Várhidy Sándorné) táncosnő.

## Fontosabb koreográfiái
- Nagyidai lakodalom (1834)
- Az elrabolt hölgy, vagy a szerencsés összvetalálkozás a fogadóban (1835)